# Angelos Evert
Angelos Evert (10 de abril de 1894 – 30 de diciembre de 1970) fue un oficial de policía griego, conocido por sus acciones al frente de la Policía Local de Atenas durante la ocupación de Grecia por las potencias del Eje en la Segunda Guerra Mundial.

## Biografía
Nació en Atenas, fue hijo de Miltiadis Evert, Mayor de la Gendarmería griega. Su familia, originaria de Baviera, había llegado a Grecia cuando el príncipe bávaro Otón I accedió al trono heleno a mediados del siglo XIX. Tras estudiar Derecho en la Universidad de Atenas, Angelos Evert se incorporó a la Gendarmería como oficial en 1915. Fue transferido a la Policía Local en 1929, alcanzando el grado de Comisario Jefe en septiembre de 1941, poco después de la ocupación de Grecia por las fuerzas del Eje.
Durante el curso de la ocupación, Evert y el Sicherheitsdienst alemán, brindaron protección conjunta a los casinos y establecimientos de juego ilegales que operaban en todo el país. Aunque ambos recibieron sobornos por sus servicios, la mayor parte de las ganancias se utilizaron para pagar los salarios de los espías colaboracionistas. Tras el final de la ocupación, Evert ayudó a las autoridades a capturar y encarcelar a 48 propietarios de casinos clandestinos.
Durante los años siguientes estuvo activo en varios frentes, apoyando a la Resistancia y manteniendo contactos con el Gobierno griego en el exilio, instalado en El Cairo, mientras cooperaba con las autoridades de ocupación alemanas en la caza de comunistas. También participó en el rescate de varias familias judías de Atenas, por lo que más tarde fue honrado como "Justo entre las Naciones". El 3 de diciembre de 1944, sus policías abrieron fuego contra una gran manifestación en favor del Frente de Liberación Nacional de Grecia.
Sirvió como Jefe de la Policía Local hasta el 31 de enero de 1955. Falleció el 30 de diciembre de 1970 de un fallo cardíaco. Su hijo, Miltiadis Evert, fue un destacado político, fue Alcalde de Atenas entre 1987 y 1989, y presidió el partido conservador Nueva Democrácia entre 1993 y 1997. 

## Honores
A fines de 1943, durante la persecución de ciudadanos judíos en Grecia, ordenó la falsificación de miles de documentos de identidad para judíos atenienses bajo los cuales se les describía como gentiles ortodoxos griegos. Contribuyó a salvar a muchos ciudadanos pertenecientes a la comunidad judía de la ciudad. Por sus acciones fue galardonado en 1969, con el título de "Justo entre las Naciones" por la institución israelí "Yad Vashem".
Angelos Evert testificó más tarde que se inspiró en las acciones, palabras y hechos del arzobispo Damaskinos de Atenas, quien había instado al pueblo griego a salvar a los judíos restantes de Grecia.